# 雁坂嶺

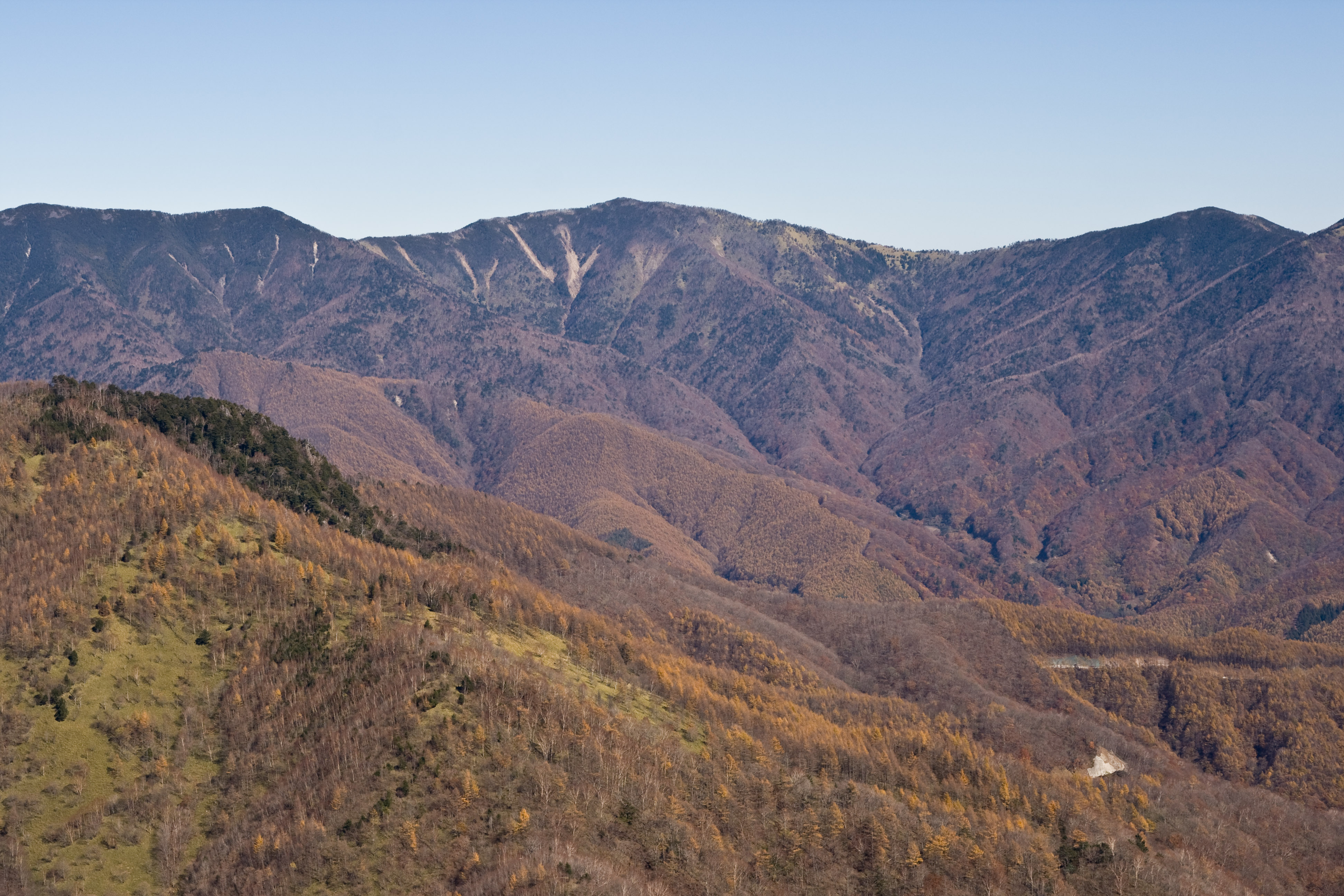
南西に位置する乾徳山から見た雁坂嶺

雁坂嶺（かりさかれい）は、埼玉県秩父市と山梨県山梨市の境にある山。標高2,289 m。

## 概要
別称は雁坂ノ峰。奥秩父の山域の主脈の一つであり南東側の鞍部は「雁坂峠」の称で知られている。
『甲斐国志』には「嶺」を“とうげ”と読ませる事例があり、元々は雁坂峠の別称であったと推測されるが、時代が下るにつれて雁坂嶺は雁坂峠のある山そのものの名称となり、それとともに読み方も“れい”と読ませるようになった。
古来から甲斐国と武蔵国を結ぶ交通の要所となっていた雁坂峠を越えるついでに登る山、もしくは雁坂峠から奥秩父の主峰（破風山・木賊山・甲武信ヶ岳・国師岳・金峰山）を縦走する際に通過することが多いとされている。
雁坂峠から北西の尾根に入り、50分から1時間位歩くと雁坂嶺の山頂に到達する。